# Donegal (Gewebe)

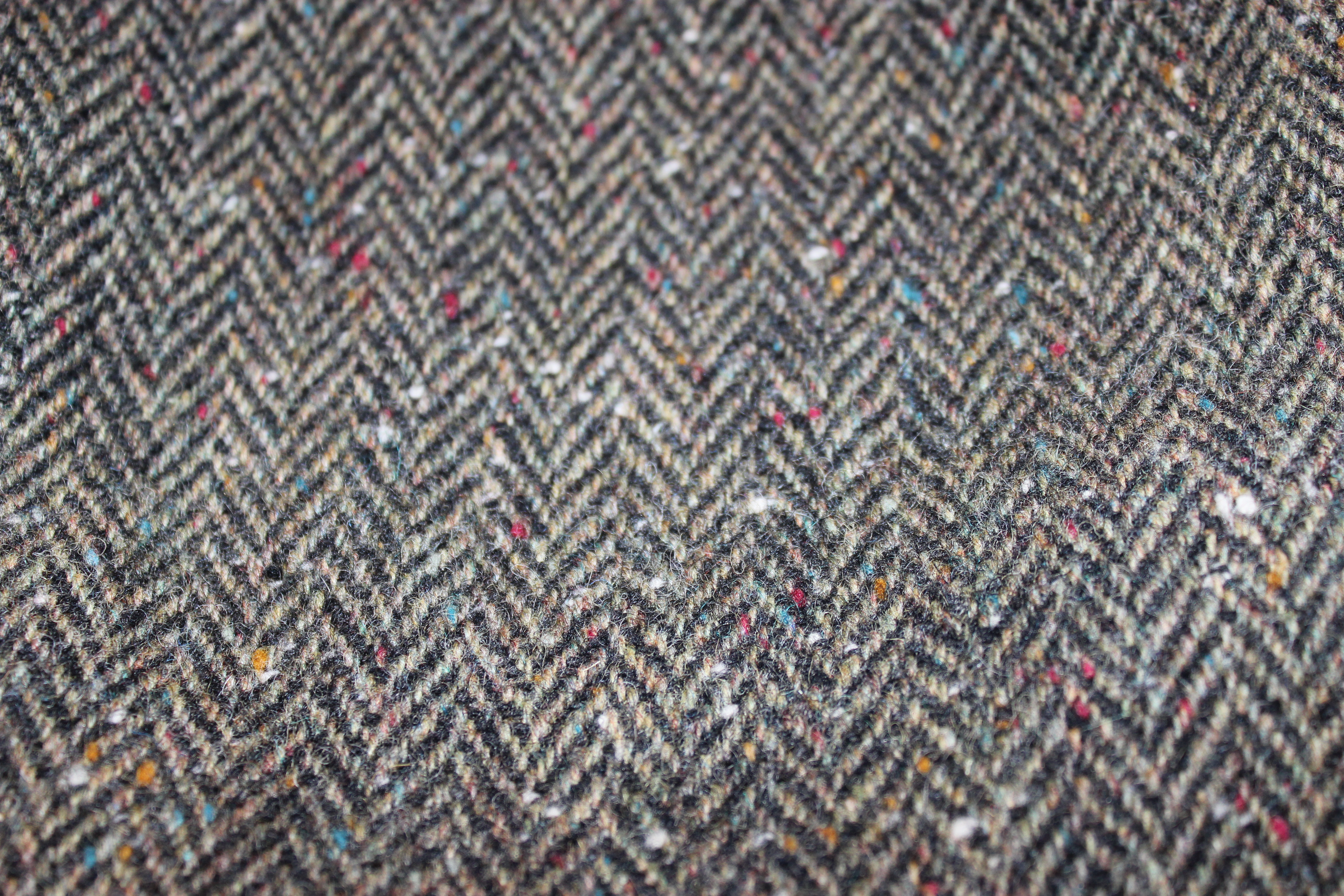
Donegal-Tweed

Donegal ist ein poröses und dem Handgewebe ähnliches Streichgarngewebe in Tuchbindung. Manchmal wird der Ausdruck Donegal, benannt nach dem nördlichsten irischen County Donegal, auch für Maschenwaren mit einem ähnlichen Oberflächenbild gebraucht.
Der den Home-Spun-Geweben zugeordnete Stoff ist stark mit (farbigen) Noppen durchsetzt, mit deutlichen Unterschieden im Farbwert von Kettfaden und Schussfaden. Der feine und etwas gleichmäßiger gesponnene Kettfaden ist heller als der füllige, ungleichmäßig gesponnene Schuss. Das Gewebebild ist dadurch gewollt unruhig.